# Hentai (canción)
«Hentai» (estilizado en mayúsculas) es una canción grabada por la cantante y compositora española Rosalía. Escrito por Rosalía, su hermana Pilar Vila y Pharrell Williams con producción adicional de Michael Uzowuru y Noah Goldstein. Fue lanzado como sencillo promocional del tercer álbum de estudio de Rosalía, Motomami, a través de Columbia Records el 16 de marzo de 2022. «Hentai» es una delicada balada de piano con vibrantes ritmos electrónicos que explora los placeres de las relaciones sexuales y la sexualidad femenina. El lirismo de la canción le valió una nominación al Grammy Latino como Canción del Año y Mejor Canción Alternativa.
A pesar de la reacción inicial en torno a su contenido sexual y sus letras «kitch» a principios de ese año, «Hentai» recibió elogios de la crítica una vez lanzado por completo, con elogios dirigidos al contraste entre sus letras explícitas y su suave melodía. Un vídeo musical adjunto filmado en Ucrania y dirigido por Mitch Ryan se estrenó en YouTube el día del lanzamiento. A pesar de no ser promocionado como sencillo de radio, la canción alcanzó el puesto número siete en la lista PROMUSICAE en España y también entró en las listas de Portugal y en el Billboard Global Excl. EE. UU..

## Antecedentes
En noviembre de 2018, Rosalía lanzó su segundo álbum de estudio El mal querer, que escribió y coprodujo con El Guincho, su colaborador de toda la vida. El disco reimagina el sonido folk y flamenco del anterior disco de Rosalía, Los ángeles (2017), mezclándolo con elementos de pop radiofónico y crossover urbano en clave experimental. Rosalía ampliaría sus horizontes e incursionaría en el reguetón al año siguiente, llegando al público general de todo el mundo con temas como «Con altura» o «Yo x ti, tú x mí».
En Motomami, la continuación de El Mal Querer, Rosalía pretendía experimentar más allá del nuevo sonido flamenco de sus álbumes anteriores. Inicialmente, planeando confeccionar cuatro proyectos diferentes, Rosalía apostó por una paleta de colores a nivel sonoro, lo que dio como resultado Motomami. «Hentai» es una de las muchas canciones que Rosalía escribió durante el confinamiento por COVID-19 en Miami, antes de comenzar un proceso de mezcla y masterización de nueve meses en Los Ángeles. Rosalía adelantó por primera vez «Hentai» en TikTok el 16 de enero de 2022 con un vídeo filmado por su compañero Rauw Alejandro en un telesilla en la estación de esquí pirenaica de Baqueira Beret. El video recibió críticas debido a su letra, y muchos usuarios se quejaron de la degradación de sus habilidades de escritura, comparándolas a menudo con las de la era de El mal querer. A pesar de las grandes críticas en línea, la cantante continuó provocando la canción. El 13 de marzo publicó otro vídeo de TikTok en el que leía la letra de la canción como un poema y también anunció que la canción se lanzaría el 16 de marzo.

## Composición
"Hentai" es una canción de arte pop en forma de balada de piano separada en grandes intervalos como las primeras composiciones de Frank Sinatra. Gira alrededor de una colección de cuatro acordes en bucle interpretados principalmente por Jacob Sherman que dura dos minutos y cuarenta y dos segundos. La canción termina con un tambor de reguetón deconstruido que se asemeja a un coro a balazos en el post-estribillo. La versión inicial de «Hentai», sin embargo, estaba completamente impulsada por cuerdas de violín. Esas cuerdas, tocadas por Larry Gold, se pueden escuchar de fondo durante poco más de una docena de segundos en la versión final. Elogiado por Rolling Stone por "abrazar los placeres simples y directos del sexo, jugar con expectativas y contrastes mientras subvierte el tipo de letras con las que los hombres se salen con la suya todo el tiempo", la claridad de la letra contrasta con la delicadeza de la melodía inspirada en Cenicienta. La interpretación vocal en «Hentai» ha sido comparada con las de Judy Garland y Audrey Hepburn, mientras que la intención de la canción generó comparaciones con «34+35» de Ariana Grande. Las referencias líricas incluyen a Spike Jonze.
El título hace referencia al manga triple-X del mismo nombre como una forma alternativa de mencionar el sexo ya que "es más interesante que la pornografía convencional por el hecho de que es un dibujo". Las inspiraciones melódicas también incluyen a Richard Rodgers, Oscar Hammerstein II, Leonard Cohen, Frank Sinatra, Lil' Kim, Bill Evans, Ilene Woods, Björk y Madonna.

## Video musical
Rosalía compartió un adelanto del vídeo musical el 15 de marzo de 2022. El vídeo en sí, dirigido por Mitch Ryan y producido por Shotclock, se estrenó el 16 de marzo en YouTube. Presenta a Rosalía en varios lugares del campo ucraniano montando un toro mecánico, incluido un hipódromo. Se filmó en el transcurso de dos días a finales de septiembre de 2021 en Ucrania.

## Créditos y personal
Créditos adaptados de las notas de Motomami.
Publicación
- Publicado por Songs of Universal, Inc. o/b/o por sí mismo y La Guantera Publishing (BMI) / EMI Pop Publishing o/b/o por sí mismo y More Water From Nazareth (GMR) / Universal Music Corp. o/b/o en sí mismo y Beyond Category LLC (BMI) / Maird Music Through (BMI) / Noah Goldstein Music (ASCAP) / Sony/ATV Ballad (BMI) / Jake Sherman Songs (BMI) / Pilar Vila Tobella Publishing Designee (SGAE)
- Grabado por David Rodríguez y Michael Larson en The Library Room (Miami, Florida); Electric Lady (Nueva York), Motomami House (Miami) y Larrabee Studios (North Hollywood, California)
- Mezclado por Manny Marroquín en Larrabee Studio, North Hollywood, California.
- Masterizado por Chris Gehringer en Sterling Sound, Edgewater, Nueva Jersey.

Personal de producción
- Rosalía Vila – producción, letra, composición; voz, piano, batería, arreglo vocal.
- Pharrell Williams – producción, letra, composición,
- Michael Uzowuru – producción, composición, batería
- Noah Goldstein – producción, composición, bajo
- Dylan Patrice – composición, dolor, bajo, producción adicional
- Chad Hugo - composición
- David Rodríguez – composición
- Pilar Vila – letra
- Jacob Sherman – piano
- Larry Gold - cuerdas

Personal técnico
- Manny Marroquín – mezcla
- Zach Peraya - asistente de ingeniería de mezcla
- Jeremie Inhaber – ingeniero asistente de mezcla
- Anthony Vilchis – ingeniero asistente de mezcla
- Chris Gehringer – masterización

## Posicionamiento en listas
| Lista (2022)                 | Mejor posición |
| ---------------------------- | -------------- |
| Excl. Global 200 (Billboard) | 168            |
| Portugal (AFP)               | 110            |
| España (PROMUSICAE)          | 7              |

## Historial de lanzamiento
| País   | Fecha               | Formato                      | Etiqueta | Ref.   |
| ------ | ------------------- | ---------------------------- | -------- | ------ |
| Varios | 16 de marzo de 2022 | Descarga digital • Streaming | Columbia | [ 12 ] |